# Pikku Mustasaari
Pikku Mustasaari (suédois : Lilla Östersvartö, français : Petite île noire) ou Pikku-musta est une île du quartier de Suomenlinna à Helsinki en Finlande.
Les bâtiments fortifiés de Pikku Mustasaari font partie du dispositif de fortification de Suomenlinna.

## Description
Pikku Mustasaari est la plus petite des trois îles Mustasaari.
Elle est située entre Iso Mustasaari et Länsi Mustasaari et est reliée à chacune par un pont.
Le chemin qui relie ces trois îles passe par la rive sud de Pikku Mustasaari.
Jusqu'au milieu du XVIIIe siècle l'île était nommée "Le veau de Mustasaari".
La conception de la fortification de l'île se termine en 1751 et sa construction débute en 1752.
Les bâtiments de Pikku-Mustasaaressa ont pour adresse Suomenlinna D, suivi de leur numéro.
De nos jours Pikku-Mustasaari abrite l'Académie navale.

## Bâtiments
| Carte des bâtiments de l'île Pikku Mustasaari (D)                 |
| Carte interactive de Suomenlinna (cliquer pour voir les détails). |

## Galerie

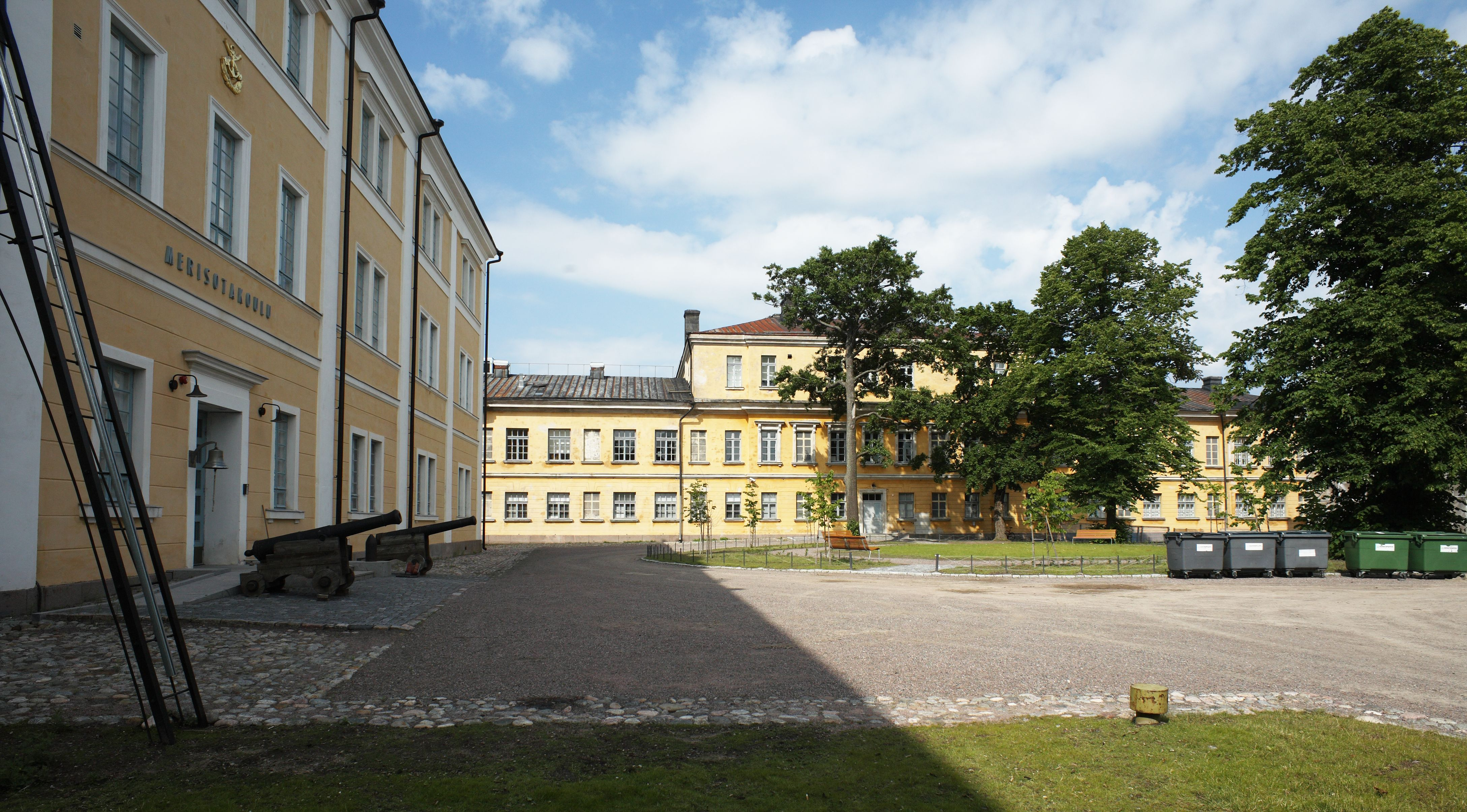
L'académie navale sur Pikku Mustasaari.
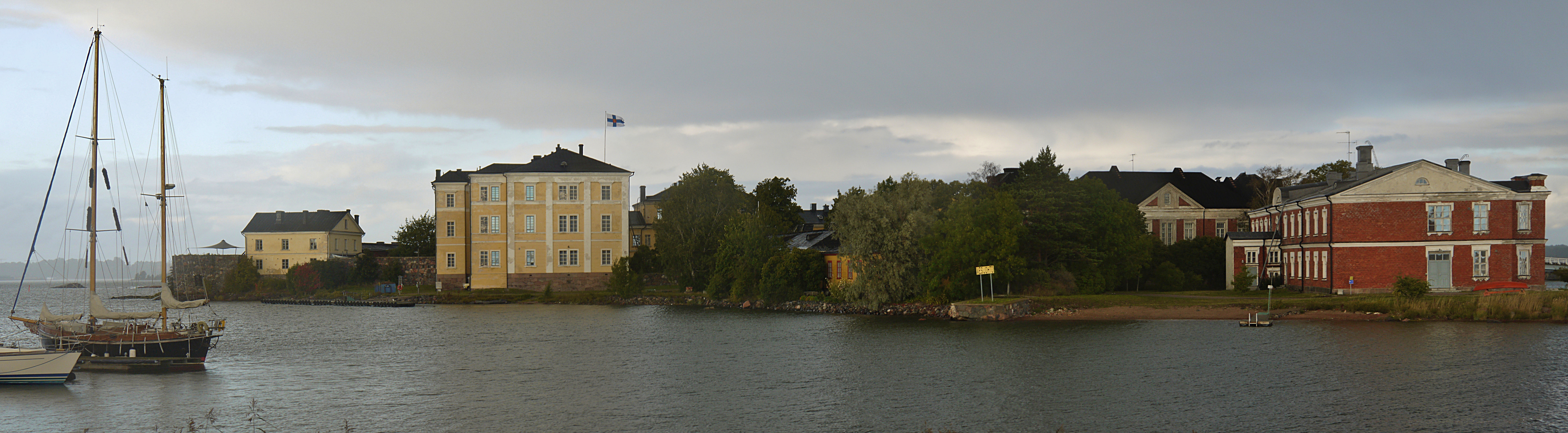
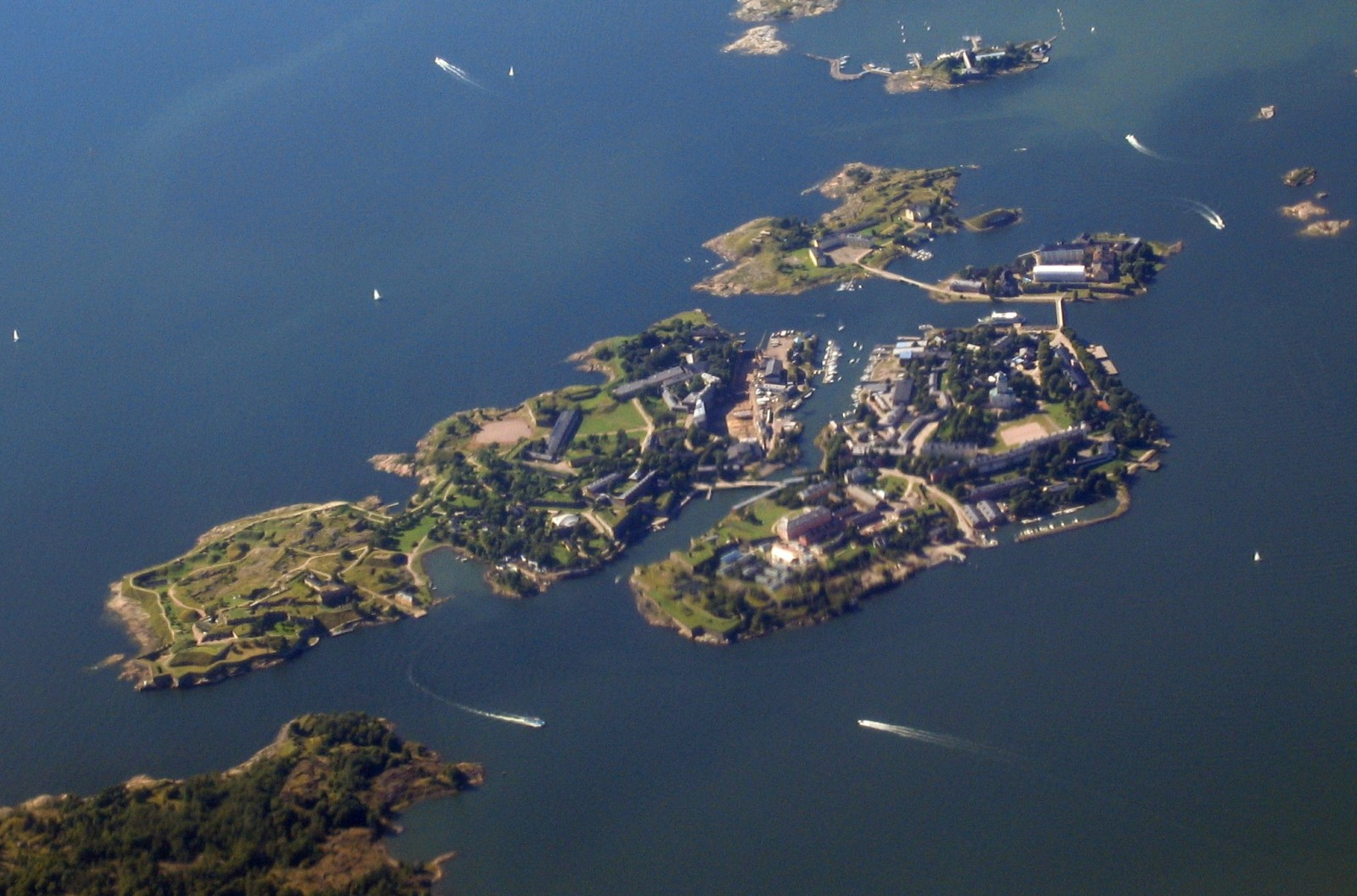
Vue aérienne des huit îles de Suomenlinna.
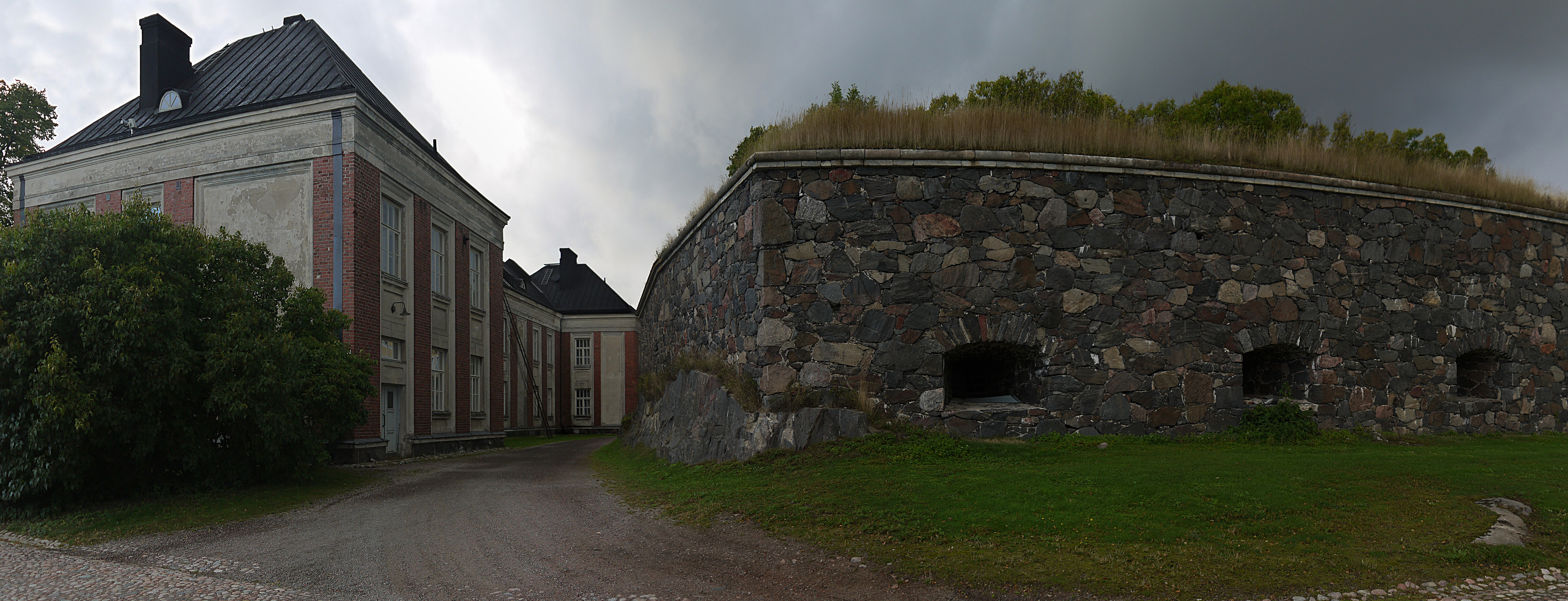
L'académie navale et le bastion Scheffer.
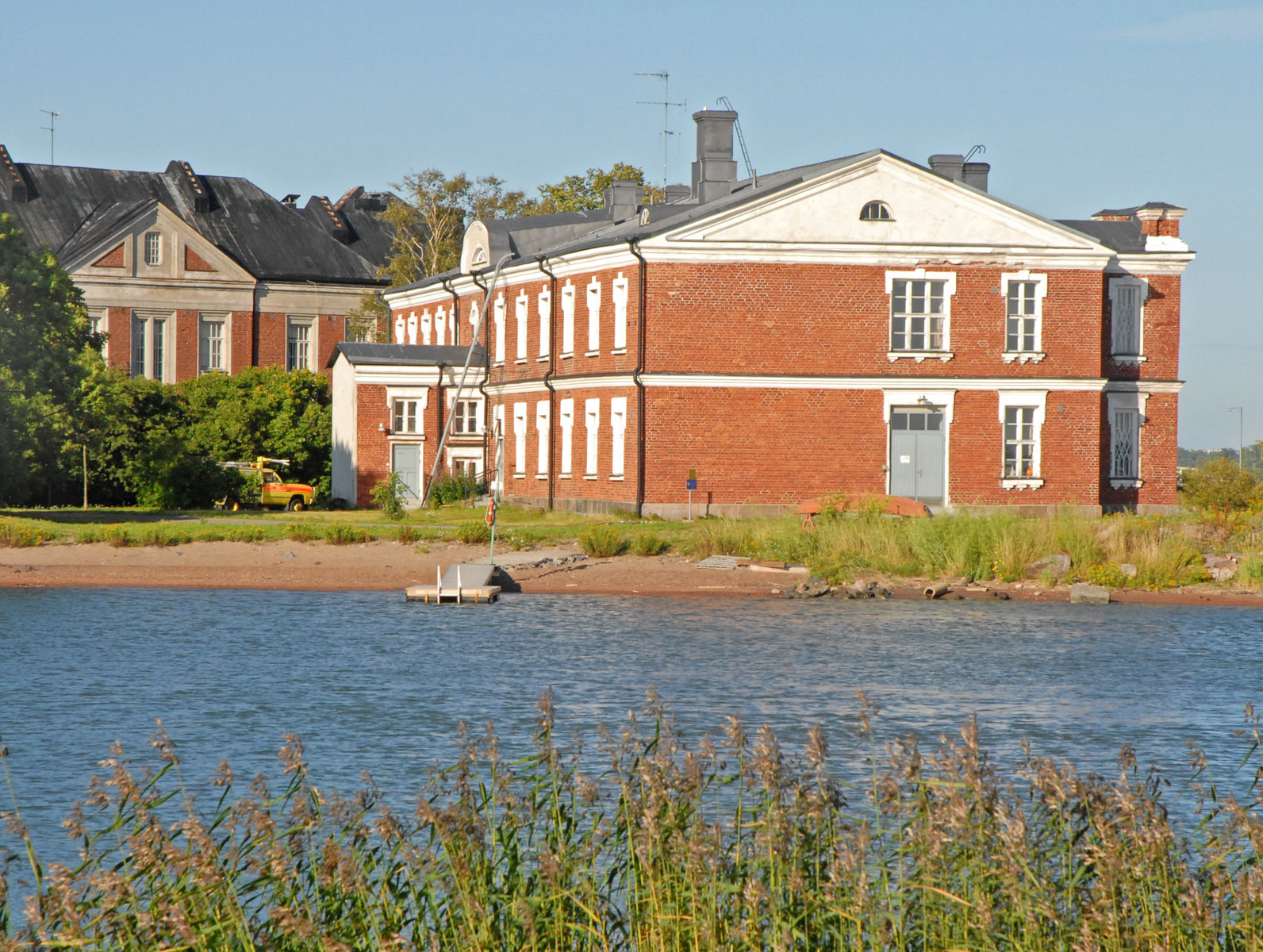
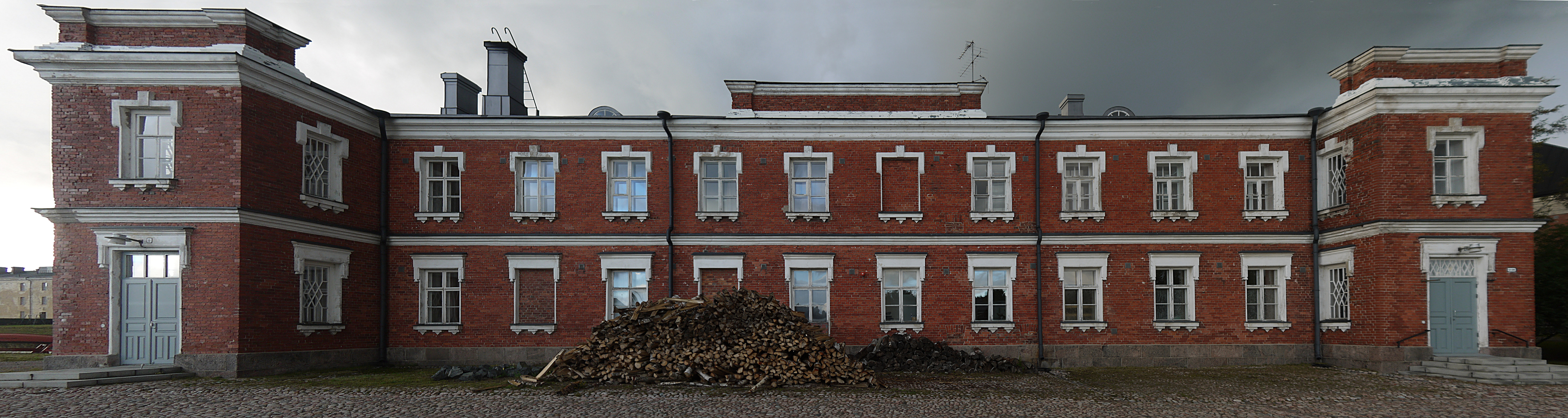
Le bâtiment de saunas.